# TCE 3 Brazi
TCE 3 Brazi este o companie din Piatra Neamț care este unul dintre principalii producători agricoli din România.
Compania este deținută de omul de afaceri Culiță Tărâță.
În iunie 2008, TCE 3 Brazi exploata o suprafață de 65.000 de hectare de teren agricol, din care 55.000 de hectare în Insula Mare a Brăilei, suprafață concesionată de la Agenția Domeniilor Statului. 
Culiță Tărâță deține mai multe ferme de animale unde cresc 1.900 de bovine, 10.000 de oi și 20.000 de porci, dar și unități de abatorizare și prelucrare a laptelui și a cărnii.
Cifra de afaceri:
| Anul          | 2011 | 2009 | 2008 | 2007 | 2006 |
| ------------- | ---- | ---- | ---- | ---- | ---- |
| milioane euro | 100  | 65   | 80   | 114  | 85   |